# ヴィヴィアノ・コダッツィ
ヴィヴィアノ・コダッツィ（Viviano Codazzi、1604年頃-1670年11月5日）はイタリアの画家である。「ヴェドゥータ」(都市景観画)や「カプリッチョ」(奇想画)の描き手として知られる。ナポリやローマで活動した。

## 略歴
イタリア北部のベルガモで生まれた。1620年頃ベルガモを出たとされ、ローマでアゴスティーノ・タッシらに学んだと考えられ、1634年にナポリで働いた記録が残っている。同郷の有名な建築家、コジモ・ファンツァーゴ(1591-1678)が指揮するナポリのサン・マルティーノ修道院の拡張の仕事に参加した。ナポリの画家、アニエロ・ファルコーネ(Aniello Falcone:1607-1656)やミッコ･スパダーロ(Micco Spadaro:1609-1675)らとマドリードのブエン・レティーロ宮殿のために大きな作品も描いた。
カプリッチョ(奇想画)と呼ばれることになる、遺跡や現実にない建物を描いた、都市景観画を主に描いた。
1647年にナポリでスペインの支配に反抗するマサニエッロの反乱が起こった後、ローマに戻り、その後は、1653年にナポリに旅したのを除いてローマで暮らした。ローマ出身の画家、ミケランジェロ・チェルクォッツィらとともに、ローマに集まったオランダやフランドル出身の画家達のグループ「Bentvueghels」のメンバーと交流した。オランダ出身の風俗画家で、その風俗画がローマで人気になったピーテル・ファン・ラール(バンボッチオ)の影響を受けた画家たち、「バンボッチャンティ」（Bamboccianti）の一人とされることもある。

## 作品

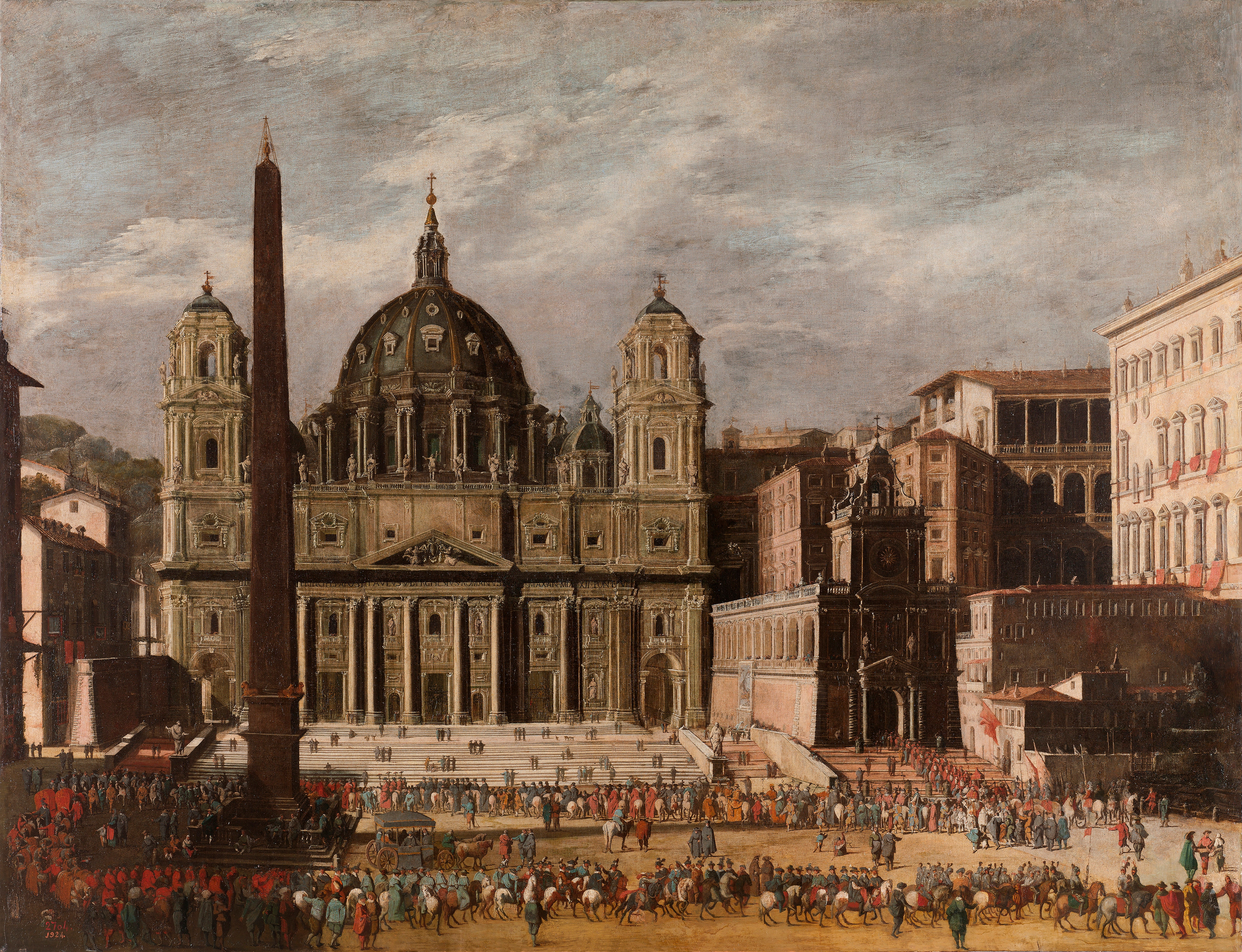
サン・ピエトロ大聖堂 (1630)
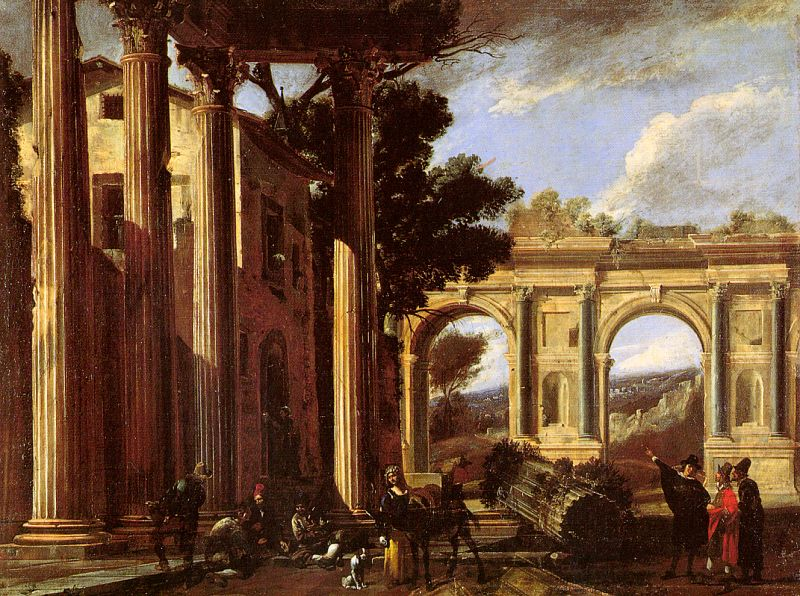
架空の遺跡 (1627)
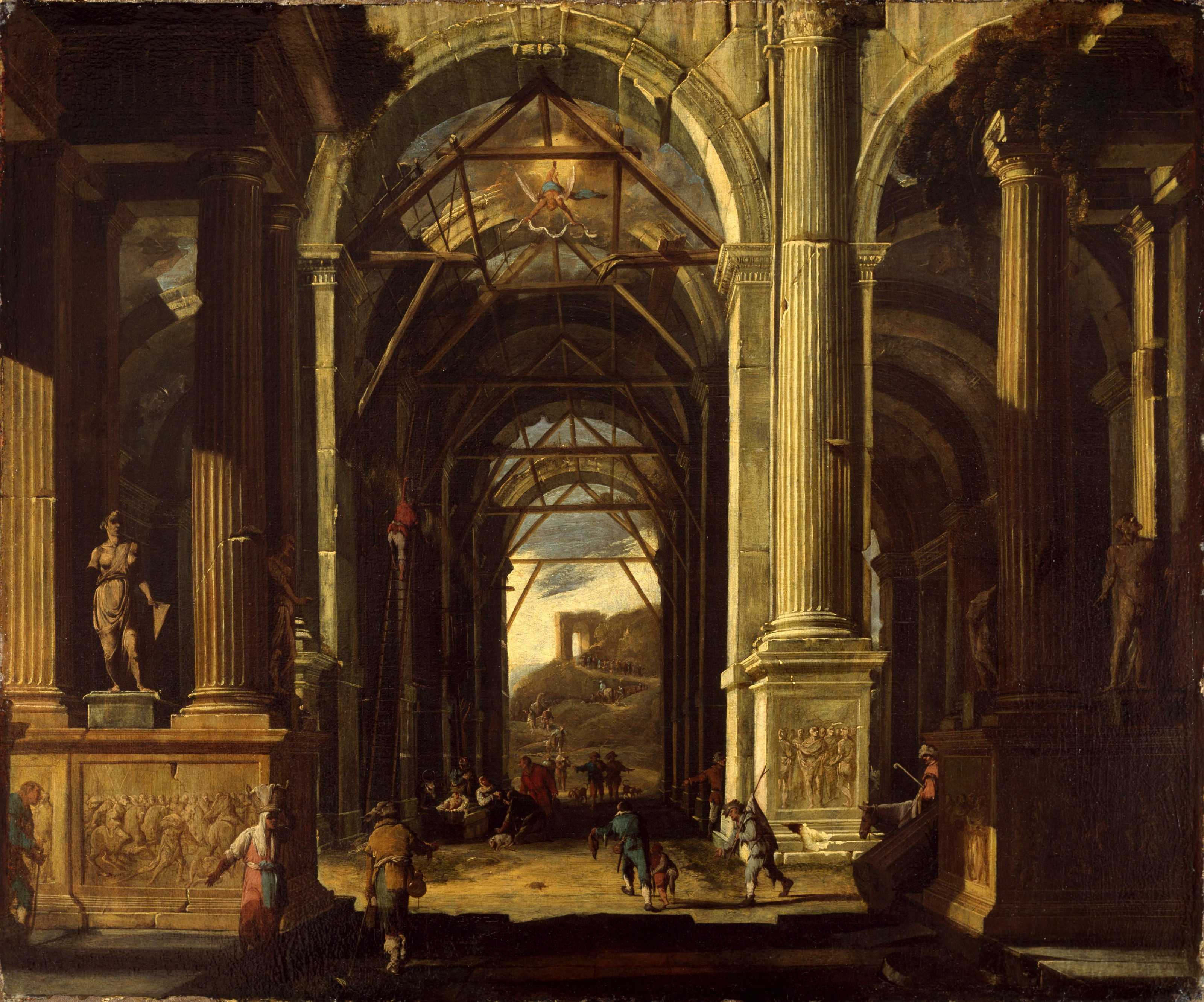
羊飼いの礼拝

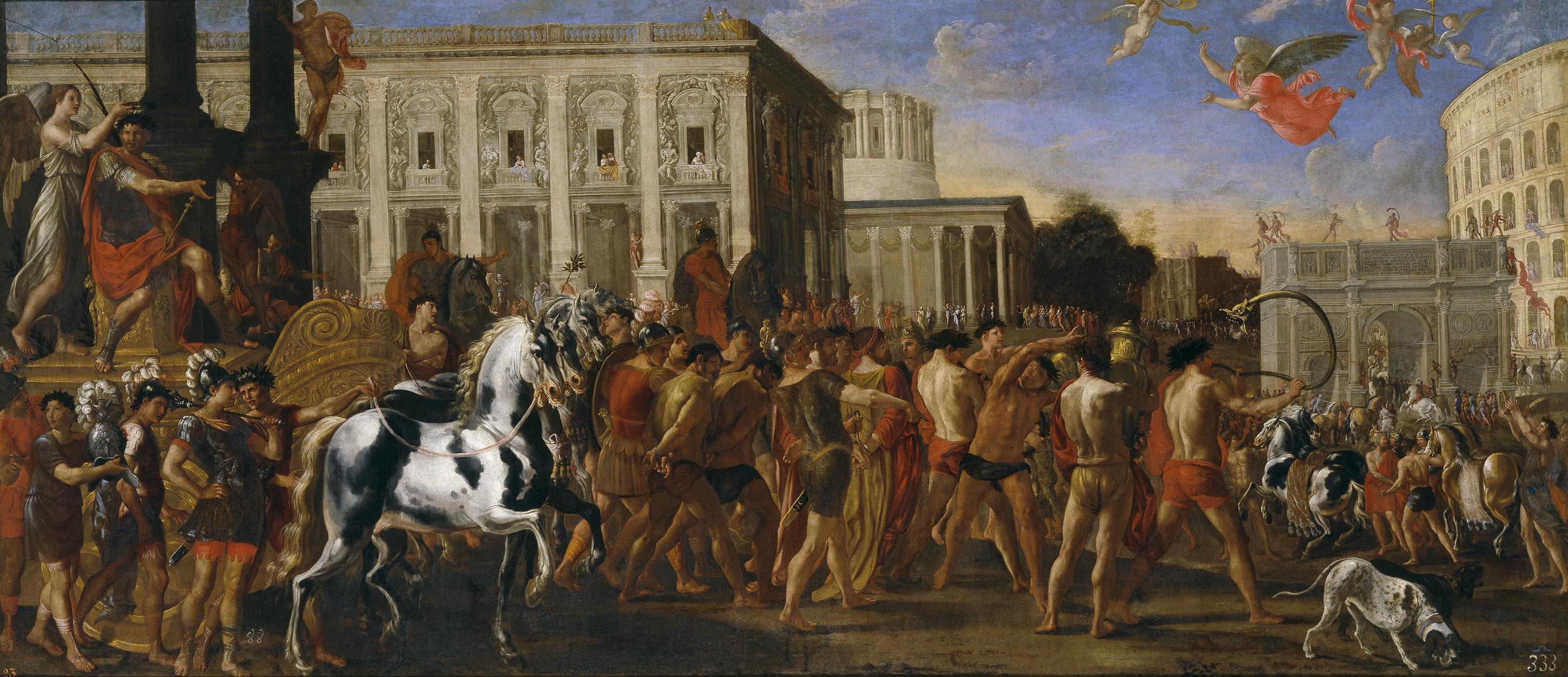
ミッコ･スパダーロと共作:コンスタンティヌスのローマ入城
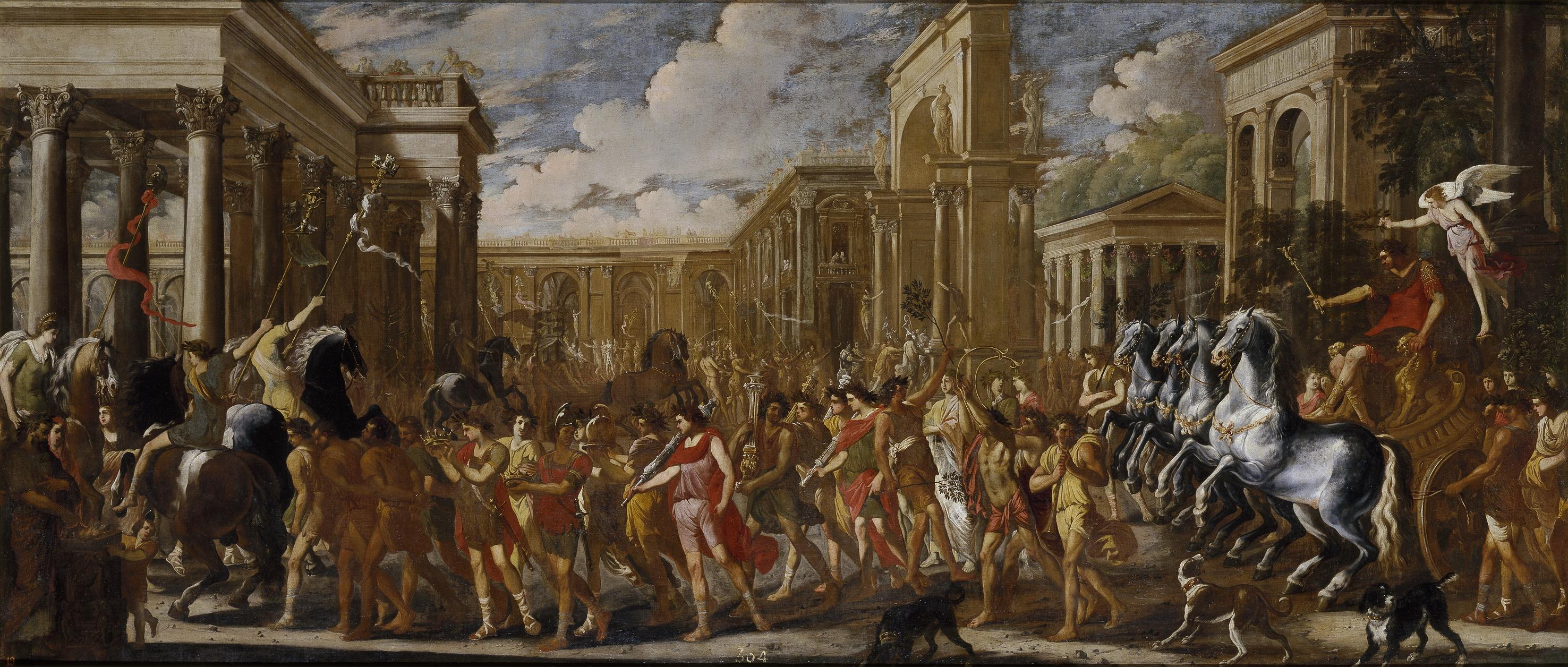
ミッコ･スパダーロと共作:ウェスパシアヌスのローマ入城